# Ptilogon cendré
Ptiliogonys cinereus
Espèce
Statut de conservation UICN

 LC  : Préoccupation mineure
Le Ptilogon cendré (Ptiliogonys cinereus) est une espèce de passereaux appartenant à la famille des Ptiliogonatidae.

## Répartition et sous-espèces
Selon la classification de référence du Congrès ornithologique international (15.1, 2025) il se répartit en quatre sous-espèces :
- P. c. cinereus Swainson, 1827 — sierra Madre orientale ;
- P. c. otofuscus R.T. Moore, 1935 — sierra Madre occidentale ;
- P. c. pallescens Griscom, 1934 — sierra Madre del Sur ;
- P. c. molybdophanes Ridgway, 1887 — sierra Madre de Chiapas.